# Fichtl’s Lied
Fichtl’s Lied ist ein Lied des kurzlebigen deutschen Schlagerduos Die Woodys der 1980er-Jahre. Vermehrte Aufmerksamkeit erreichte das bis dahin kaum beachtete Stück in den 2010er Jahren, nachdem eine Fernsehaufzeichnung aus dem Jahr 1984 im Internet hochgeladen und verbreitet worden war. 

## Musik und Inhalt
Das lyrische Konzept von Fichtl’s Lied dreht sich um den Waldwicht Fichtl vom Zauberland, der die Menschen vor weiterer Umweltverschmutzung warnt, weil dadurch der Lebensraum der Waldtiere zerstört wird. 
Die zwei texttragenden Strophen basieren melodisch auf dem Kinderlied Ein Männlein steht im Walde aus dem Jahr 1843, das mit einer für volkstümliche Schlager typischen fröhlichen, recht simpel aus gebrochenen Dreiklängen gebauten polkatypischen Melodie angereichert wird, die die instrumentalen Teile sowie den von den Wichteln auf la la la geträllerten Refrain stellt. Durch künstlich erhöhte Stimmlage erinnert der Refrain deutlich an das 1977 veröffentlichte ’t Smurfenlied (Lied der Schlümpfe) des niederländischen Sängers und Komponisten Pierre Kartner (Vader Abraham). Das Lied steht in der Tonart E-Dur und moduliert zum Schluss – wiederum schlagertypisch – einen halben Ton hinauf auf F-Dur.

## Hintergrund
Das Duo Die Woodys bestand aus Pascal Marshall, einem Sohn von Tony Marshall, und seinem Freund Thomas Maier. Ein von Tony Marshall produziertes Album namens Die Welt der Woody’s kam 1984 auf Teldec heraus. Zeitgleich war Waldwicht Fichtl vom Zauberland als Merchandising-Figur erhältlich.
Eine Aufzeichnung von  Fichtl’s Lied aus der Sendung Die Superhitparade der Volksmusik erlangte in den 2010er Jahren breite Bekanntheit, als sie auf YouTube hochgeladen wurde. Das Video erfuhr Abrufe im zweistelligen Millionenbereich und wurde zum Gegenstand vieler Memes. Nachdem das Video zeitweise aus urheberrechtlichen Gründen gesperrt war, ist es seit 2020 wieder online. Zudem gibt es nun auch eine HD-Version mit verbesserter Bildqualität und eine Aufzeichnung der ganzen Sendung. 2016 wurde das ursprüngliche Musikvideo online gestellt und im Jahr 2017 eine neue Version von Fichtl’s Lied veröffentlicht.

## Trivia
Das Keyboard und die Trommel aus dem viralen Musikvideo wurden im Europapark für die Woodys angefertigt.